# El Bruc
El Bruc település Spanyolországban, Barcelona tartományban. Lakosainak száma 2288 fő (2024).

## Földrajza
El Bruc Sant Salvador de Guardiola, Marganell, Monistrol de Montserrat, Collbató, Els Hostalets de Pierola, Piera, Castellolí és Castellfollit del Boix községekkel határos.

## Népesség
A település lakosságának változását az alábbi diagram mutatja:
| Lakosok száma | 204  | 1630 | 937  | 870  | 714  | 1454 | 1904 | 1991 | 2050 | 2288 |
|               | 1717 | 1887 | 1936 | 1960 | 1986 | 2004 | 2009 | 2014 | 2019 | 2024 |